# 北方町立北学園
北方町立北学園（きたがたちょうりつ きたがくえん）は、岐阜県本巣郡北方町にある公立の義務教育学校。
2023年（令和5年）4月開校。開校時の児童生徒数は1,057人。

## 概要
- 敷地内には幼保連携型認定こども園の北方町立こども園（2023年4月開園）が設置されており、幼保小中一貫教育が行われている[1]。
- 2018年（平成30年）、北方町の3つの小学校（北方小学校・北方西小学校・北方南小学校）と1つの中学校（北方中学校）を2つの義務教育学校に再編する「北方学園構想」が町長により施策決定され[2]、2019年（令和元年）6月に北方学園構想の基本計画が取りまとめられる[3]。これにより北方小学校と北方西小学校の通学区域に義務教育学校（北学園）を設置することとなる。
- 校地は北方小学校と北方中学校の校地を転用し、校舎は従来の北方小学校と北方中学校の校舎の一部を転用。北方小の東舎と北方小学校管理棟は取り壊され、北学園管理棟、こども園の管理棟兼保育室を新築。給食調理場の新築。北方小の北舎はこども園の園舎に改築などが行われた[3]。
- 開校の2023年度は、1〜6年生が前期課程、7〜9年生が後期課程とし、特別支援学級として「なかよし」（前期課程）と「かがやき」（後期課程）を設置。1～4年生は学級担任制、5・6年生は一部教科担任制、7〜9年生は教科担任制であった[1]。2024年度からは3部制とし、1〜4年生が1部、5〜7年生が2部、8・9年生を3部とし、特別支援学級も「なかよし」（1部）、「そよかぜ」（2部）、「かがやき」（3部）に変更[4]。また、北方町独自の教科「北方科」が導入されている[1]。
- 北学園及び南学園を合わせて、北方学園と称する[1]。
- 町立進学塾が設置されている。これは北方中学校から北学園と南学園に分離したことから進学や友達関係などへの不安を解消を目的とするものである。設置は2023年度から2024年度の2年間であり、2023年度は8・9年生対象、2024年度は9年生が対象である[5]。

## 通学区域
北方小学校、北方西小学校の通学区域を引き継いでいる（自治会名を表記）。
- 黒定町、芝原西町、芝原中町、芝原東町、朝日町、若宮町、東加茂、栄町、船町、仲町、千歳町、リバティ北方、駒来町、新町、森町、天王町、本町、大門、石町、清水、地下、一本松、曲路、春来町、小柳、天狗堂、明菓団地、西町、加茂町、梅野町、俵町、増屋町、戸羽町、ハイタウン北方S-1、ハイタウン北方S-2、ハイタウン北方S-3、ハイタウン北方S-4、ハイタウン北方2・4、ハイタウン北方A-1、長谷川

## 沿革
- 2023年（令和5年）
  - 4月1日 - 開校。
  - 4月7日 - 開校式が行われる。
- 2024年（令和6年）
  - 4月1日 - 分教室として多様化学校「オンリー1」を設置。
  - 4月6日 - 「オンリー1」の開校式を行う。

## 交通アクセス

### 交通機関
- 岐阜バス「北方円鏡寺前」バス停下車、徒歩約2分
  - JR東海道本線・高山本線「岐阜駅」（JR岐阜駅バスターミナル）及び名鉄名古屋本線・各務原線「名鉄岐阜駅」（名鉄岐阜のりば）より、北方河渡線【G61】芝原6丁目行き、真正大縄場線【O75】北方バスターミナル、【O81】イオンタウン本巣、【O85】大野バスセンター行き

## 周辺施設
- 北方町役場
- 北方町生涯学習センターきらり
- 北方町コミュニティセンター
- 北方町立図書館
- 北方バスターミナル
- 円鏡寺
- 北方町役場

## 学びの多様化学校 北方町立北学園分教室 「オンリー1」
北方町が設置する学びの多様化学校であり、北学園の分教室である。

### 概要
- 北学園の分教室として2024年4月に開設[7][8] 。対象は8・9年生であり、定員は各学年3人[7]。
- 所在地は岐阜県本巣郡北方町長谷川1丁目1。旧北方西小学校体育館の1階の一部と2階を改修し、教室（2部屋）と相談室などが設置されている[7]。
- 自分で選び計画を立て、自分のペースで学習することを基本とする。南学園の生徒が転籍して入学可能である[7]。